# Cyathea marcescens
Cyathea marcescens là một loài dương xỉ trong họ Cyatheaceae. Loài này được Wakef. mô tả khoa học đầu tiên năm 1942.
Danh pháp khoa học của loài này chưa được làm sáng tỏ. 